# Kapela prikazovanj
Kapela prikazovanj (portugalsko Capelinha das Aparições) je majhna kapela v kraju Cova da Iria, ki je bila prvič zgrajena leta 1919 in ponovno v zgodnjih 1920-ih, da označi točno lokacijo, kjer so trije pastirji poročali, da so imeli znamenita prikazovanja Blažene Device Marije v Fátimi na Portugalskem.

## Zgodovina
Kapela je bila zgrajena kot odgovor na zahtevo Device kot Gospe rožnega venca (od takrat imenovane Gospa iz Fátime) trem malim pastirčkom (Lúcia, Francisco in Jacinta): »Želim, da naredite kapelo tukaj v mojo čast«. Kapela je bila zgrajena točno na mestu prikazovanj v Fátimi leta 1917, kot se je napol spominjala Lúcia. Od 28. aprila do 15. junija 1919 je gradnjo kapele prevzel zidar Joaquim Barbeiro iz vasi Santa Catarina da Serra. 13. oktobra 1921 je domači škof ob kapeli prvič uradno dovolil obhajanje maše.
Leta 1919 se je začela gradnja kapele z dovoljenjem Lúcijine matere in z glasno razglašenim, a diskretnim pristankom župnika v Fátimi, ki se ni mogel zavezati, dokler škof ni izdal kanoničnega dovoljenja, ki je dokončno razglasil celotno zadevo.
6. marca 1922 so antiklerikalni elementi v nedokončano kapelo podtaknili močno bombo, da jo je eksplozija močno poškodovala. Kasneje istega leta, decembra, se je gradnja kapele ponovno začela. 23. oktobra 1922, kot je poročal dnevni časopis Diário de Notícias, se je skupina ljudi iz okrožja Ourém odpravila v Cova, da bi posekala črniko (Quercus rotundifolia), na kateri se je prikazala Devica. Ko je Lúcia slišala za to, je stekla na lokacijo in na svoje veliko veselje je videla, da so posekali napačno drevo. Podrli so enega, ki je bil blizu prave črnike, ki je še vedno samevala sredi jase.
Kapela je del svetišča Gospe v Fatimi in jo vsako leto obišče vsaj 6 milijonov romarjev.

## Galerija
- Večjezična informacijska tabla zunaj kapele
- Kapela prikazovanj s podobo Gospe
- Oltar in podoba Device od blizu
- Kapela prikazovanj s podobo Gospe
- Podoba Device Marije v kapeli prikazovanj